# Valença do Piauí
Valença do Piauí è un comune del Brasile nello Stato del Piauí, parte della mesoregione del Centro-Norte Piauiense e della microregione di Valença do Piauí.